# William Allen Fuller
William Allen Fuller (15. duben 1836 – 28. prosinec 1905) byl průvodčím u Western and Atlantic Railroad. Proslavil se během občanské války, stal se vůdcem pronásledování seveřanů, kteří unesli jižanský vlak s lokomotivou General. Tato epizoda vstoupila do dějin jako Velká lokomotivní honička a stala se námětem pro film Frigo na mašině.

## Mládí
Fuller se narodil na venkovském nádraží Morrow v Henry County v Georgii. Jeho otec se jmenoval William Alexander Fuller. William Allen navštěvoval místní školy a poměrně brzy se oženil.
V devatenácti letech, 8. září 1855 nastoupil k Western & Atlantic Railroad. V roce 1861, na počátku občanské války, již pracoval jako průvodčí na vlacích z Atlanty.

## Velká lokomotivní honička
Ráno 12. dubna 1862 zastavil smíšený vlak vedený lokomotivou General v Big Shanty (nyní Kennesaw, Georgie), aby cestující i četa mohli posnídat. Přestávky využil unionistický špión James J. Andrews se svými komplici a lokomotivu se třemi krytými vozy unesli. Fuller začal pronásledovat únosce, nejdříve během, pak na ruční drezíně. V Etowah potkal starou lokomotivu Yonah, se kterou pokračoval do Kingstonu, odkud pokračoval na novějším stroji William R. Smith. Brzy ale dojeli k místu poškozenému únosci, a tak další dvě míle pokračoval Fuller opět po svých. Jelikož únosci systematicky poškozovali telegrafní vedení, nebylo možno varovat osazenstvo stanic, kterými měli projet.
V Adairsville potkal vlak směřující na jih s lokomotivou Texas. Její strojvůdce, Peter J. Bracken, ještě po letech s hrůzou vzpomínal na riskantní jízdu tendrem napřed  Nedaleko od Chattanoogy nalezli opuštěného Generala s dohasínajícím ohněm, únosci se mezitím rozprchli do okolních lesů. Generala zapřáhli, v Adairsville dobrali odpojený vlak a dorazili do Atlanty. Únosci byli všichni zajati a někteří z nich, včetně Andrewse, oběšeni.
Státní shromáždění Georgie později vyhlásilo, že „Jednání pana průvodčího Fullera a dalších zúčastněných na nebezpečném pronásledování v době, kdy špióni ovládli vlak, si zaslouží nejvyšší vyznamenání a uznání ze strany
Všeobecného shromáždění.“
Za úspěšné pronásledování byl Fuller 3. srpna 1863 guvernérem Josephem E. Brownem povýšen na 6 měsíců na kapitána nezávislé státní železniční gardy, v únoru 1864 bylo toto povýšení prodlouženo. Fuller najímal a cvičil příslušníky domobrany k obraně georgijských železnic, aby se již podobný únos nemohl opakovat.

## Po válce
Po občanské válce sloužil Fuller od září do října 1865 jako vrchní maršál města Atlanty. V lednu 1870 opustil W&ARR a na dva roky přešel k Macon & Western Railroad. V roce 1872 zemřela jeho první žena, Lulu (Asher) Fullerová. Žádné z jejich čtyř dětí se nedožilo dospělosti. V roce 1874 si vzal za ženu Susan C. Alfordovou, se kterou měl pět dětí. V roce 1876 se vrátil k Western & Atlantic. Na sklonku života se stal obchodníkem v Atlantě. Tam také zemřel a byl pohřben na oaklandském hřbitově.
V roce 1950 udělil stát Georgie Fullerovi zvláštní zlatou medaili na počest jeho činů během velké lokomotivní honičky. Medaile byla 15. května 1950 předána jeho synovi, Williamu Alfordu Fullerovi.